# 林田好文
林田 好文（はやしだ よしふみ、1949年3月2日 - 2009年11月頃）は、日本の右翼系政治活動家。新右翼系の政治団体である維新政党・新風に所属し、各種選挙に立候補するなど積極的に政治活動を行っていた。

## 概要
熊本県出身。佛教大学大学院文学研究科修士課程を修了後、2001年頃まで京都府で飲食店を経営。2004年頃には他の飲食店で店員として働いていた。また京滋学生剣道連盟で参与を務めた。
政治活動家としては、新右翼系の政治団体である維新政党・新風に所属し、京都府本部幹事長・党本部事務局員・同政策委員・同政策委員長の要職を歴任した。また新風の公認候補として選挙に出馬することも多く、1998年の第18回参院選を皮切りに、翌1999年の京都市議会議員選挙、2001年の第19回参院選、2004年の第20回参院選と4回公職選挙に立候補したが、いずれも落選・供託金没収に終わっている。
なお参院選は全て愛知県選挙区からの出馬であったため、京都府から愛知県まで毎日新幹線で通いながら選挙運動を行っていた。2007年の第21回参院選では愛知県選挙区を愛知県本部代表の柘植雅次に譲って自身は出馬せず、京都府選挙区から出馬する大城戸豊一の応援に回ったものの、両名とも落選・供託金没収となった。
その後は選挙への出馬もないまま、2009年11月頃、癌により京都府内の病院で死去した。享年60。

## 選挙経歴
| 執行年 | 選挙名                   | 選挙区       | 公認           | 得票数 | 得票率 | 順位       | 結果             |
| ------ | ------------------------ | ------------ | -------------- | ------ | ------ | ---------- | ---------------- |
| 1998年 | 第18回参議院議員通常選挙 | 愛知県選挙区 | 維新政党・新風 | 5,076  | 0.2%   | 16人中15位 | 落選・供託金没収 |
| 1999年 | 京都市議会議員選挙       | 左京区選挙区 | 維新政党・新風 | 292    | 0.5%   | 14人中14位 | 落選・供託金没収 |
| 2001年 | 第19回参議院議員通常選挙 | 愛知県選挙区 | 維新政党・新風 | 3,905  | 0.1%   | 22人中19位 | 落選・供託金没収 |
| 2004年 | 第20回参議院議員通常選挙 | 愛知県選挙区 | 維新政党・新風 | 19,156 | 0.7%   | 7人中7位   | 落選・供託金没収 |